# Filmpatrone
Als Filmpatrone bezeichnet man in der Analogfotografie das weitgehend lichtdichte Gehäuse für Kleinbildfilme, in denen der Film konfektioniert ist. Dieser Filmtyp 135 erlaubt das Belichten von 24 × 36 mm Material (längs) pro 8 Perforationslöchern (auf jeder Seite) aber auch anderer Formate, was selten gehandhabt wird. In speziellen Patronen kann Meterware selbst konfektioniert werden.

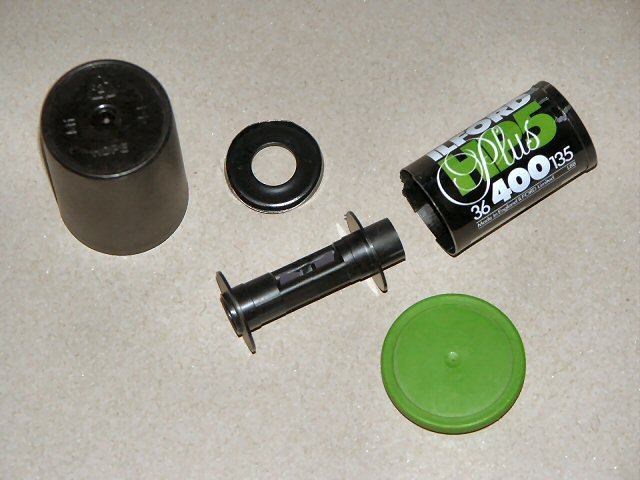
Geöffnete Filmpatrone mit Spule (ohne Film) und Filmdose (grüner Schnappdeckel)

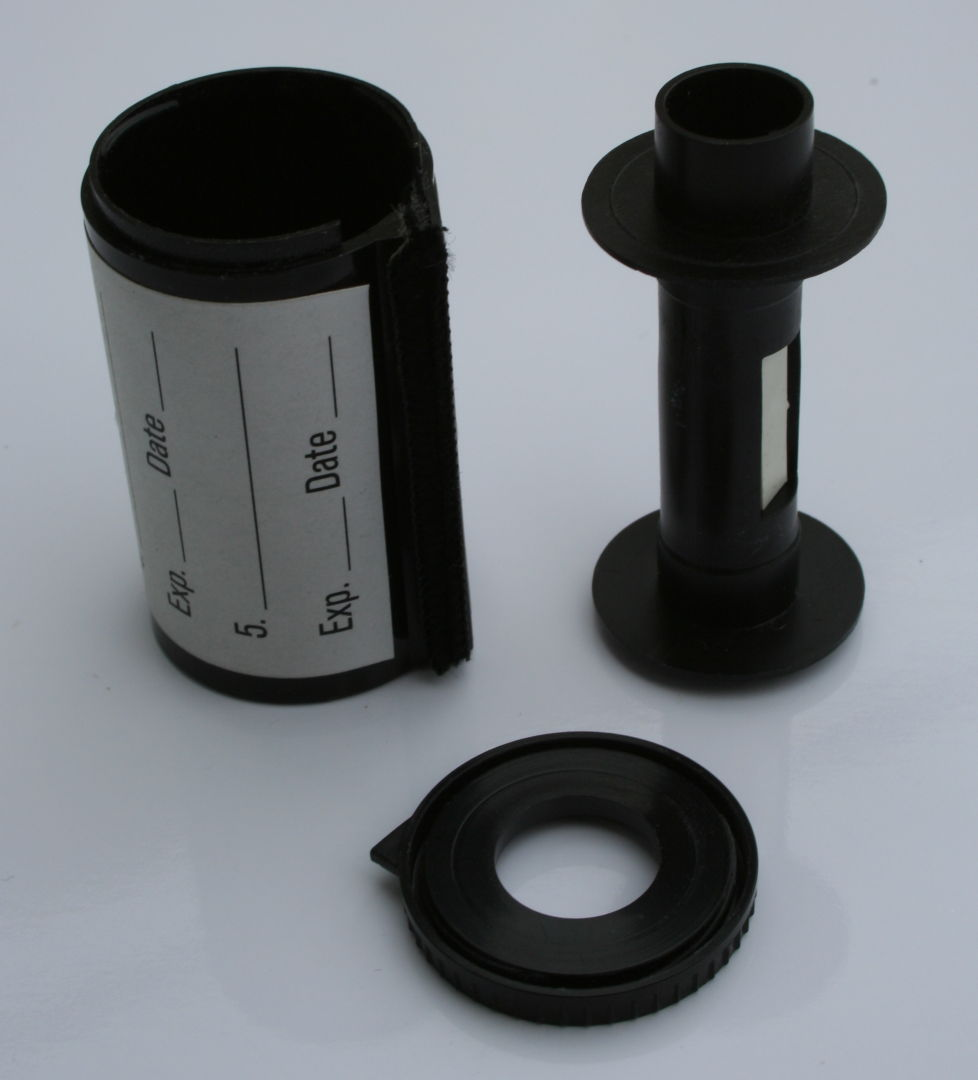
Patrone für KB-Film mit Schraubdeckel zur Mehrfachbenutzung

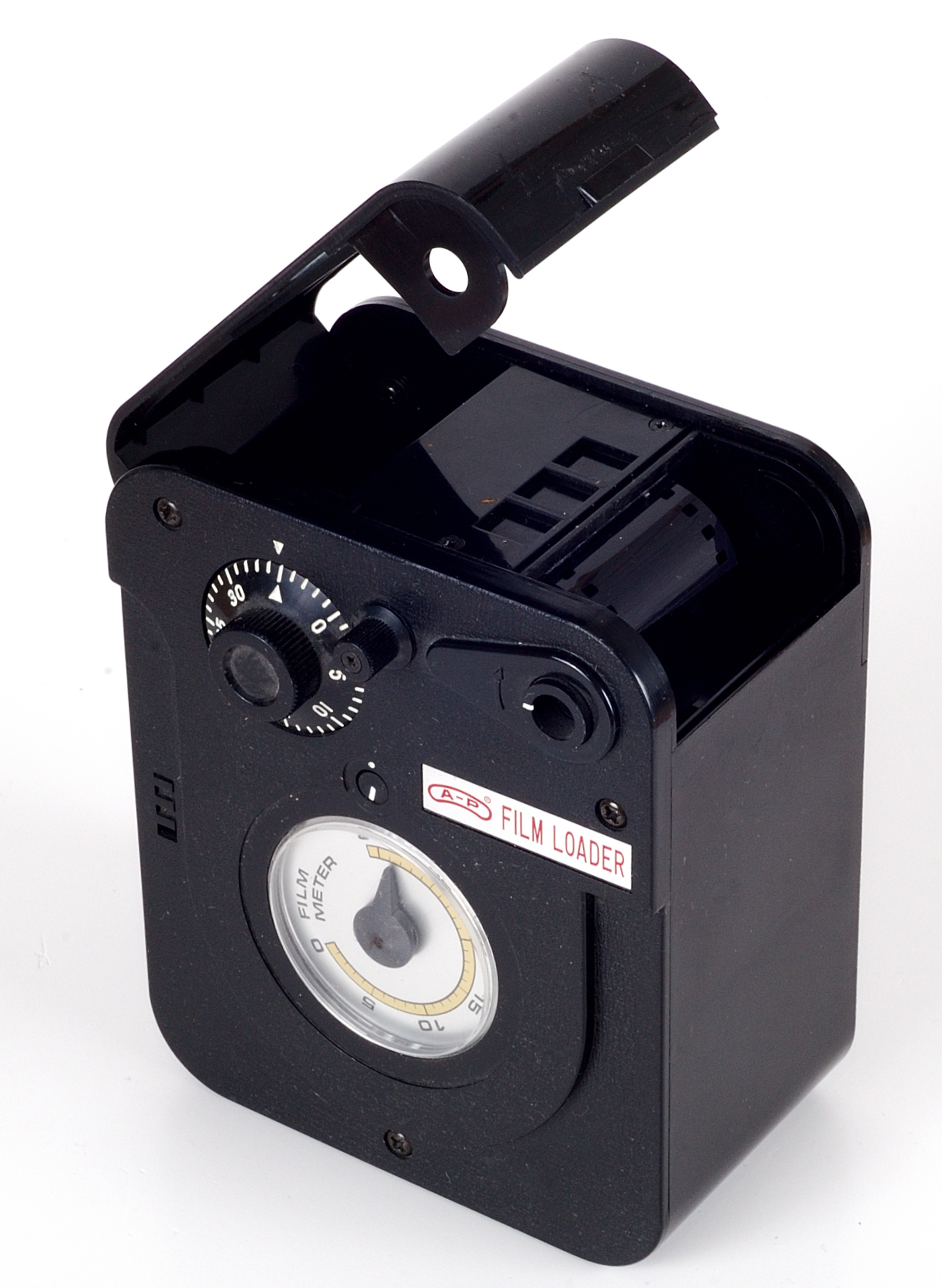
Filmloader zur Aufbewahrung von Filmmeterware und zum Nachfüllen von Kleinbildpatronen

Die Filmpatrone besteht aus Metallblech oder selten aus Kunststoff mit Samtauflagen am Filmschlitz. In aller Regel ermöglicht ein schachbrettartiger Aufdruck, die so genannte DX-Kodierung, der Kamera eine Erkennung von Filmempfindlichkeit und anderen Eigenschaften des Films (ab 1983). Im Inneren der Patrone befindet sich eine Spule – die sogenannte Vorratsspule –, auf der der Film aufgewickelt ist. In der Regel nach dem Belichten eines Bildes wird der Film bildweise auf eine Speicherspule weitertransportiert. Nach dem letzten Bild, in der Regel bei Erreichen des Filmendes, wird der Film in der Kamera (wieder fast ganz oder aber vollständig) in die Patrone zurückgespult. Nur ganz wenige Kameratypen spulen zuerst den Film ganz heraus und dann die belichteten Bilder zurück in die Patrone; Vorteil ist, dass die belichteten Aufnahmen (außer der letzten) lichtgesichert in der Patrone stecken, Nachteil, dass vor dem Belichten die geladene Kamera durch Öffnen sabotiert werden kann.
Der Filmtransport erfolgt in den meisten Kameras von links nach rechts und, wenn manuell, mit dem rechten Daumen. Bei der Rollei 35 etwa jedoch nach links. Die dadurch erfolgende unterschiedliche Orientierung der Aufnahmen am Film wird sichtbar an der Position und der Richtung des Fortschreitens der fabrikationsmäßigen Nummerierung am Filmrand in Bezug auf das Negativbild sowie eine in der Regel automatisiert an einem Eck nummerierte laborseitige Rahmung von Diapositiven.
Für die Filmentwicklung kann die Filmpatrone in der Dunkelkammer oder in einem Wechselsack geöffnet und in eine Entwicklungsdose eingespult werden, die dann beispielsweise in einen Etagentank für die Entwicklung mehrerer Filme eingesetzt werden kann (Dosenentwicklung). In fototechnischen Kopieranstalten und bei „1-Stunden-Fotoservices“, den sogenannten Minilabs, werden Filme maschinell entwickelt. Fachlabore arbeiten mit speziellen Labormaschinen, die je nach Entwicklungsprozess und Filmformat individuell, wie auch bei der Dosenentwicklung möglich, eingestellt werden können.
Die Patronen können typisch durch Zusammendrücken des zylindrischen Mantels zum Filmschlitz hin und festes Drücken des Vorstandes der Filmspule auf den Tisch oben relativ leicht geöffnet werden. Es erfolgt dabei praktisch keine Verformung der Teile, die auch wieder zusammengesetzt werden können. Die profilierten Endringe können verchromt schwarz lackiert sein, wie auch der Patronenmantel innen, um Licht zu dämpfen. Der nur einseitige Vorstand des Kerns aus dem Patronenkorpus hilft beim Orientieren der Patrone im Dunkeln und kann zum Rückspulen des Films mithilfe von Daumen und Zeigefinger in die Patrone dienen.

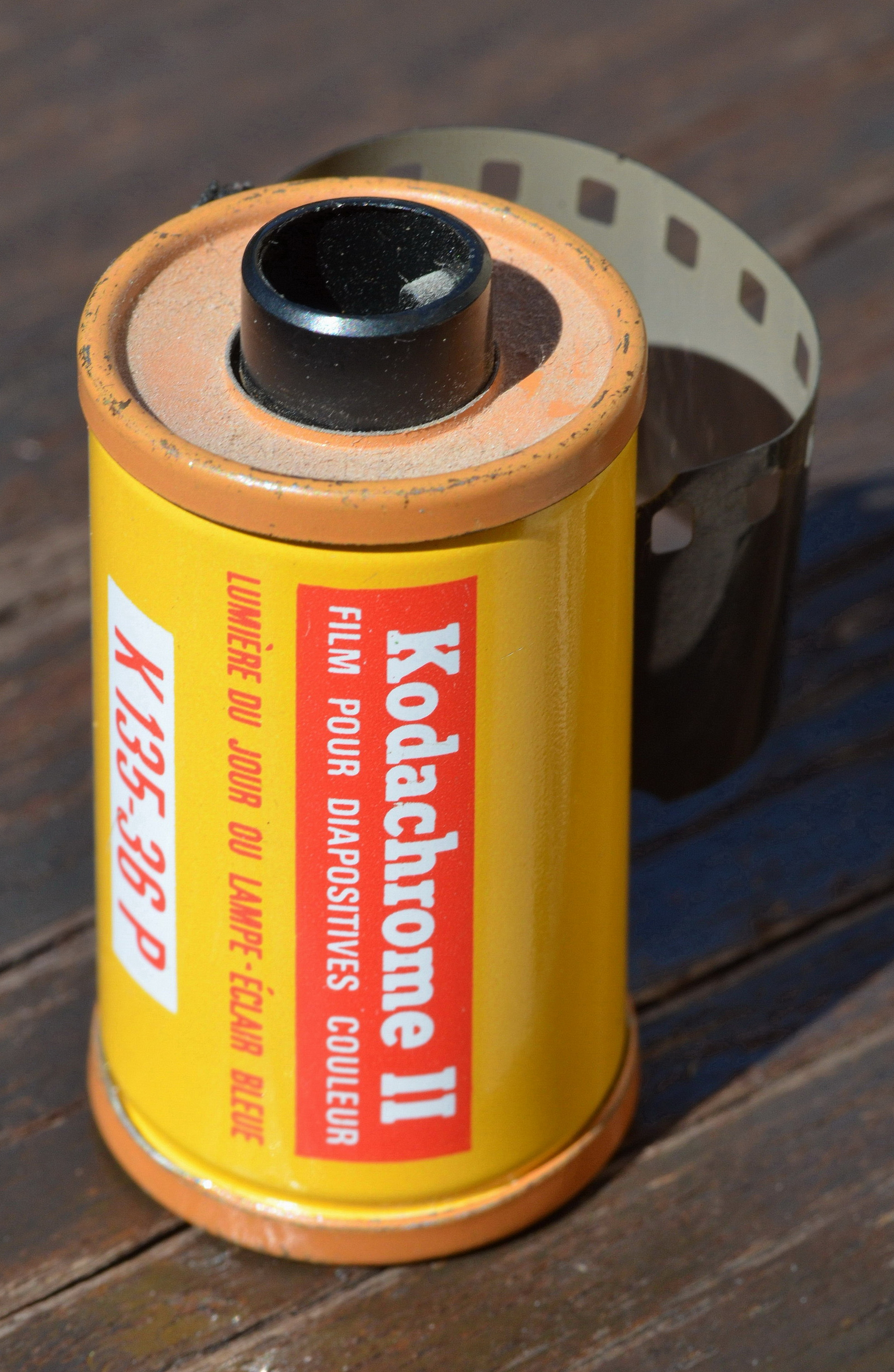
Kodachrome-Filmpatrone

Eine Verschmutzung des Filmschlitzes mit Sand muss vermieden werden. Patronen von Kodak haben an beiden Enden Ringe aus dünnerem Blech, deren Verbördelung eine Wiederverwendung nach dem Öffnen praktisch ausschließt.
An die Spulenkerne – stets aus Kunststoff – war früher das Filmende mittig per einem etwa 1 cm schmalen den Kern umschlingendem Klebstreifenstück (Krepppapier) doppelseitig angekoppelt. Später kamen Kerne mit einem Schlitz auf, der innen mit zwei Widerhaken ausgerüstet ist, die ein Filmende, das auf eine Lasche (mit etwa 1/3 oder 1/4 Breite) verjüngt ist und ein passendes Loch aufweist zwangsläufig erfasst, hält und doch auf Zug kontrolliert herausreißen lässt. Händisches Befestigen des Films auf einer recyclierten Konfektionspatrone erfolgt in der Regel mit einem Klebstreifen.
Kodak (Stuttgart) führte 1934 gemeinsam mit der Retina Kleinbildkamera die 135-Filmpatrone/Kassette ein. Die Retina Kamera und die zugehörige Filmpatrone wurden im Dr. Nagel Kamerawerk in Stuttgart entwickelt, das 1931 von Kodak übernommen wurde. Die Patrone konnte auch in den damals produzierten Leica und Contax Kameras verwendet werden. Nach dem Zweiten Weltkrieg setzte sich die 135-Filmpatrone weltweit bis heute als Standard für das Kleinbildformat durch und wurde in der ISO 1007 genormt.
Neben der von Kodak 1934 eingeführten 135-Filmpatrone wurde von AGFA, die damals zur I.G.-Farben gehörte, 1939 die Karat-Filmpatrone mit beidseitig perforierten 35mm Kleinbildfilm für die Karat-Kleinbildkameras eingeführt. In der Nachfolge brachte AGFA 1963 mit anderen beteiligten Unternehmen die Rapid-Patrone auf den Markt. ORWO (Wolfen) führte 1965 die vom Format kompatible SL-Kassette ein. Die drei Formate Karat, Rapid und SL werden jedoch von Filmherstellen nicht mehr angeboten. Vorhandene Kassetten können mit 35 mm Kleinbildfilmstreifen der Länge 60 cm bestückt werden und in entsprechenden Kameras, wie z. B. der ISO-Rapid, weiterhin verwendet werden.